# Green Street
Green Street je angleško ameriški film, ki je nastal leta 2005, režiral pa ga je britanski režiser Lexi Alexander. V ZDA in Avstraliji je film nosil naslov Green Street Hooligans. Natal je po književni predlogi z naslovom Among the Thugs, ki jo je napisal Bill Buford.
Film govori o nogometnih huliganih v Angliji.

## Igralska zasedba
| Igralec        | Vloga                  |
| -------------- | ---------------------- |
| Elijah Wood    | Matt Buckner           |
| Charlie Hunnam | Pete Dunham            |
| Leo Gregory    | Bovver                 |
| Claire Forlani | Shannon Buckner Dunham |
| Marc Warren    | Steve Dunham           |
| Ross McCall    | Dave                   |
| Rafe Spall     | Swill                  |
| Kieran Bew     | Ike                    |
| Geoff Bell     | Tommy Hatcher          |
| Oliver Allison | Ben Dunham             |
| James Allison  | Ben Dunham             |
| Terence Jay    | Jeremy Van Holden      |
| Scott Christie | Millwall Lad/Ricky     |
| Joel Beckett   | Terry                  |
| Tom Vloothuis  | član skupine           |